# Jacek Wszoła
Jacek Roman Wszoła, född 30 december 1956 i Warszawa, är en före detta polsk friidrottare som främst tävlade i höjdhopp.
Wszoła har representerat Polen i två olympiska spel. Vid sommar-OS 1976 i Montréal vann han överraskande olympiskt guld i den av regn präglade höjdhoppstävlingen. Segerhöjden blev 2,25. I Moskva fyra år senare tog han silver efter östtysken Gerd Wessig. 
Wszoła har även innehaft världsrekordet i höjdhopp. 25 maj 1980 förbättrade han Vladimir Jasjtjenkos rekord med en centimeter till 2,35 i Eberstadt, ett rekord som han för övrigt förlorade till Wessig i OS-finalen senare samma år.
Wszoła har även en guldmedalj från inomhus-EM i San Sebastián 1977 och ett silver från samma tävling tre år senare i Sindelfingen (västtyske Dietmar Mögenburg vann).